# Флорентий Анжуйский

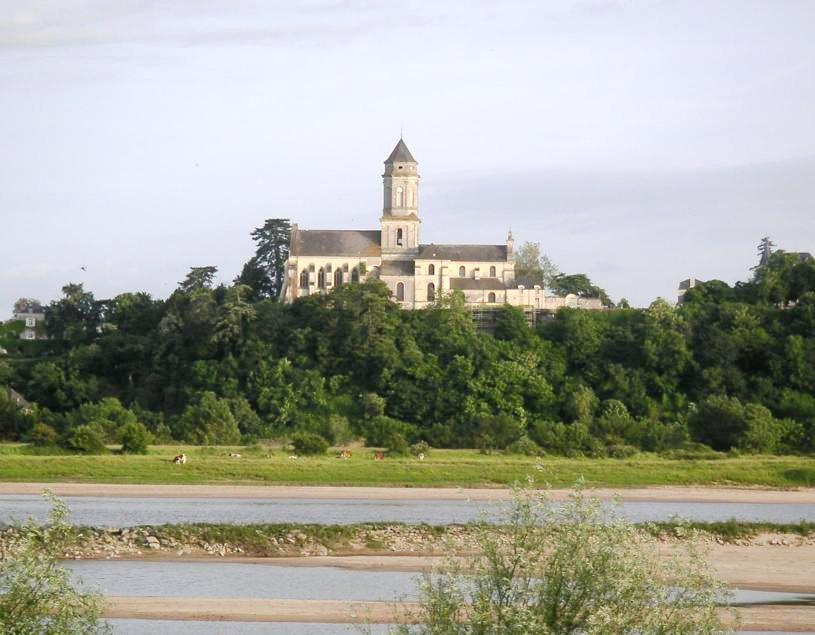
Монастырь Сен Флоран лё Вьей

Флорентий (V век) — святой отшельник Анжуйский. День памяти — 22 сентября.
Святой Флорентий, баварец, согласно преданию, был братом св. мученика Флориана. Они выросли на берегах Дуная. Римские воины, после пыток они были приговорены к смертной казни префектом Аквилианом (Aquilien) за отказ принести жертву идолам. Им надлежало быть утопленным в реке Энс с камнем на шее. Но на пути к реке ангел Божий повелел Флорентию отправиться к св. Мартину, епископу Турского, что он и сделал, оставив своего брата принять венец. Св. Мартин, предупреждённый ангелом, рукоположил его по прибытии во священника и направил в качестве проповедника в Пуату. Он стал отшельником на горе Глонн (Mont Glonne), что в Анжу, и избавил регион от змей. К нему стекалось многие ученики, так что для них им был создан монастырь, называемый ныне Сен Флоран лё Вьей (Saint-Florent-le-Vieil). Также считается, что он отшельничал на острове Йе.
Св. Флорентий много путешествовал и сотворил многие чудеса. Так в Кандах он спас утонувшего ребёнка, пробывшего три дня на дне реки, и исцелил его мать от слепоты. В Сомюре лишь молитвой он заставил дракона, который терроризировал регион, бежать навсегда.
Он отошёл ко Господу около горы Глонн в возрасте 123 лет.
В честь св. Флорентия названы
Deux abbayes angevines ont porté son nom: 
- коммуна Saint-Florent-le-Vieil, бывший Монт-Глонн;
- коммуна Saint Florent-le-Jeune, в Saint-Hilaire-Saint-Florent, ассоциированная с Сомюром;
- Храм Сент-Флоран де Руа.